# Michael Nassir
Michael Nassir (...) è un astronomo statunitense.
Dopo aver ottenuto il baccellierato in fisica nel 1993 al CalTech, ha conseguito il master in astronomia nel 1996 all'Università delle Hawaii. In seguito ha cominciato ad insegnare astronomia presso la stessa università, nella sede di Mānoa .
Il Minor Planet Center lo accredita per la scoperta dell'asteroide 6212 Franzthaler, effettuata il 23 giugno 1993.